# جارغالانت (اورخون)
شهرستان جارغالانت (به زبان مغولی: Жаргалант сум، [Žargalant sum]؛ ᠵᠢᠷᠭᠠᠯᠠᠩᠲᠤ ᠰᠤᠮᠤ، [jirɣalaŋtu sumu]) یک شهرستان (سُوم) در مغولستان، استان اورخون واقع شده‌است. جارغالانت ۶۳۵٫۶ کیلومتر مربع مساحت دارد.

## تقسیمات اداری
شهرستان جارغالانت متشکل از ۴ قصبه (باغ) می‌باشد، شامل:
- اولان‌تولغوی (مغولی: Улаан-Толгой баг، [Ulaan-Tolgoj bag]؛ ᠤᠯᠠᠭᠠᠨ ᠲᠣᠯᠤᠭᠠᠢ ᠪᠠᠭ، [ulaɣan toluɣai baɣ])
- جارغالانت (مغولی: Жаргалант баг، [Žargalant bag]؛ ᠵᠢᠷᠭᠠᠯᠠᠩᠲᠤ ᠪᠠᠭ، [jirɣalaŋtu baɣ])
- دولان‌اول (مغولی: Дулаан-Уул баг، [Dulaan-Uul bag]؛ ᠳᠣᠯᠠᠭᠠᠨ ᠠᠭᠤᠯᠠ ᠪᠠᠭ، [dolaɣan aɣula baɣ])
- مالچین (مغولی: Малчин баг، [Malčin bag]؛ ᠮᠠᠯᠴᠢᠨ ᠪᠠᠭ، [malčin baɣ])